# Junkersrott
Junkersrott ist ein Ortsteil der Gemeinde Hagermarsch, die sich mit den Gemeinden Hage, Berumbur, Halbemond und Lütetsburg zur Samtgemeinde Hage zusammengeschlossen hat. Bis zur Niedersächsischen Kommunalreform im Jahr 1972 war Junkersrott eine selbständige Gemeinde.

## Name
Der Name Junkersrott verweist indirekt auf den in der Nähe befindlichen Adelssitz Schloss Lütetsburg, der auf dem Junkersrotter Gemeindegebiet umfangreiche Ländereien besaß. Die Bedeutung des Ortsnamens, der 1787 erstmals urkundlich erwähnt wird, lautet: „Die einem Junker gehörende Rott (Wohnbezirk)“.

## Geschichte

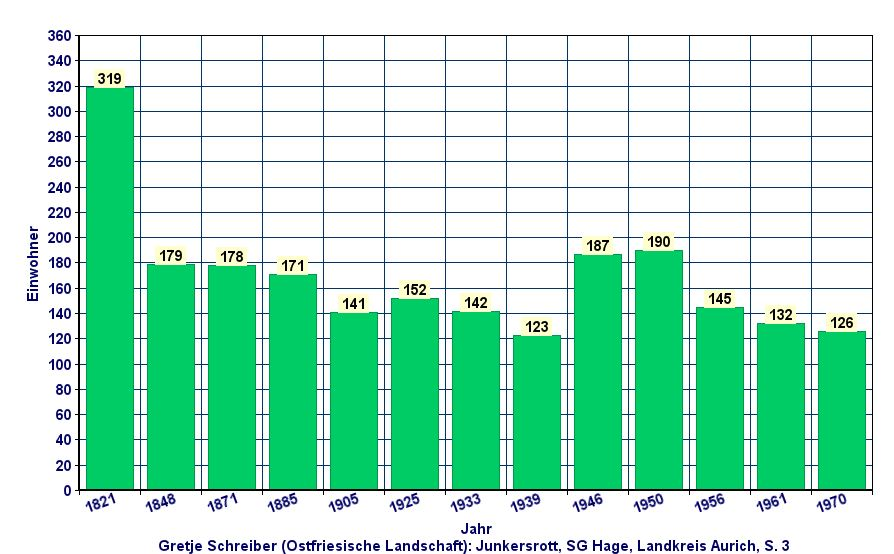
Einwohnerentwicklung 1821 bis 1970

Geologisch handelt es sich bei Junkersrott um ein Kalkmarschgebiet. Es liegt rund 1,5 Meter über NHN und umfasst eine Fläche von rund 6,9 km². Eingedeicht wurde dieses Gebiet zwischen 1300 und 1600.
Während der napoleonischen Zeit gehörte Junkersrott bis 1812 verwaltungsmäßig zur Mairie Hage im Canton Berum. Unter der Herrschaft der Hannoveraner wurde Junkersrott von der Vogtei Nesse aus verwaltet und war damit dem sogenannten Amt Berum zugehörig. Unter der sich anschließenden preußischen Herrschaft bildete der heutige Ortsteil von Hagermarsch ab 1859 einen Ortsteil der Gemeinde Ostermarsch, die dem Amt Norden (Ostfriesland) angehörte. Ab 1885 war Junkersrott eine selbstständige, dem Landkreis Norden angehörige Gemeinde.
In der Zeit des Nationalsozialismus existierte auf dem Gemeindegebiet ein Kriegsgefangenenlager mit Gefangenen aus Frankreich und Belgien. Ort des Gefangenenlagers war das Gasthaus Sophienhof.
1821 lebten in Junkersrott 319 Einwohner. Diese Zahl verringerte sich 1939 auf 123 Einwohner. Nach dem Zweiten Weltkrieg stieg aufgrund des Zuzugs von Flüchtlingen die Einwohnerzahl auf 190 an und sank dann kontinuierlich bis auf 119 Einwohner im Jahr 1972. Aktuelle Zahlen sind nicht bekannt. Junkersrott bildet heute mit den Ortsteilen Hagermarsch, Hilgenriedersiel und Theener die Gemeinde Hagermarsch.

## Wappen

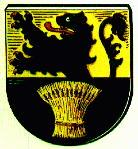

Das Wappen der ehemals selbständigen Gemeinde zeigt ein jeweils zur Hälfte in Gold und Schwarz geteiltes Schild. In der oberen Hälfte ist ein schwarzer, rotbewehrter und wachsender Löwe zu sehen. Die untere Hälfte zeigt eine goldene Garbe.
Der Löwe in Gold ist das Knyphausensche Wappentier und verweist auf die historische Beziehung zwischen Junkersrott und dem Schloss Lütetsburg. Die Garbe symbolisiert die Fruchtbarkeit der schwarzen Junkersrotter Marschenlandes.

## Religion
Der weitaus überwiegende Teil der Einwohner Junkersrotts gehört der evangelisch-lutherischen Landeskirche Hannovers an. Eingepfarrt sind sie nach Hage; das für sie zuständige Gotteshaus ist die dortige St. Ansgari-Kirche. Die römisch-katholischen Christen gehören zur Pfarreiengemeinschaft St. Ludgerus mit Sitz in Norden. Sie verfügt in Hage über die Filialkirche St. Wiho an der Bahnhofsstraße. Freikirchler (zum Beispiel Baptisten, Mennoniten und Pfingstler) finden im nahe gelegenen Norden die jeweiligen Gemeindezentren.